# Chloropteryx clemens
Chloropteryx clemens är en fjärilsart som beskrevs av W. Warren 1905. Chloropteryx clemens ingår i släktet Chloropteryx och familjen mätare. Inga underarter finns listade i Catalogue of Life.